# مملكة الأنباط

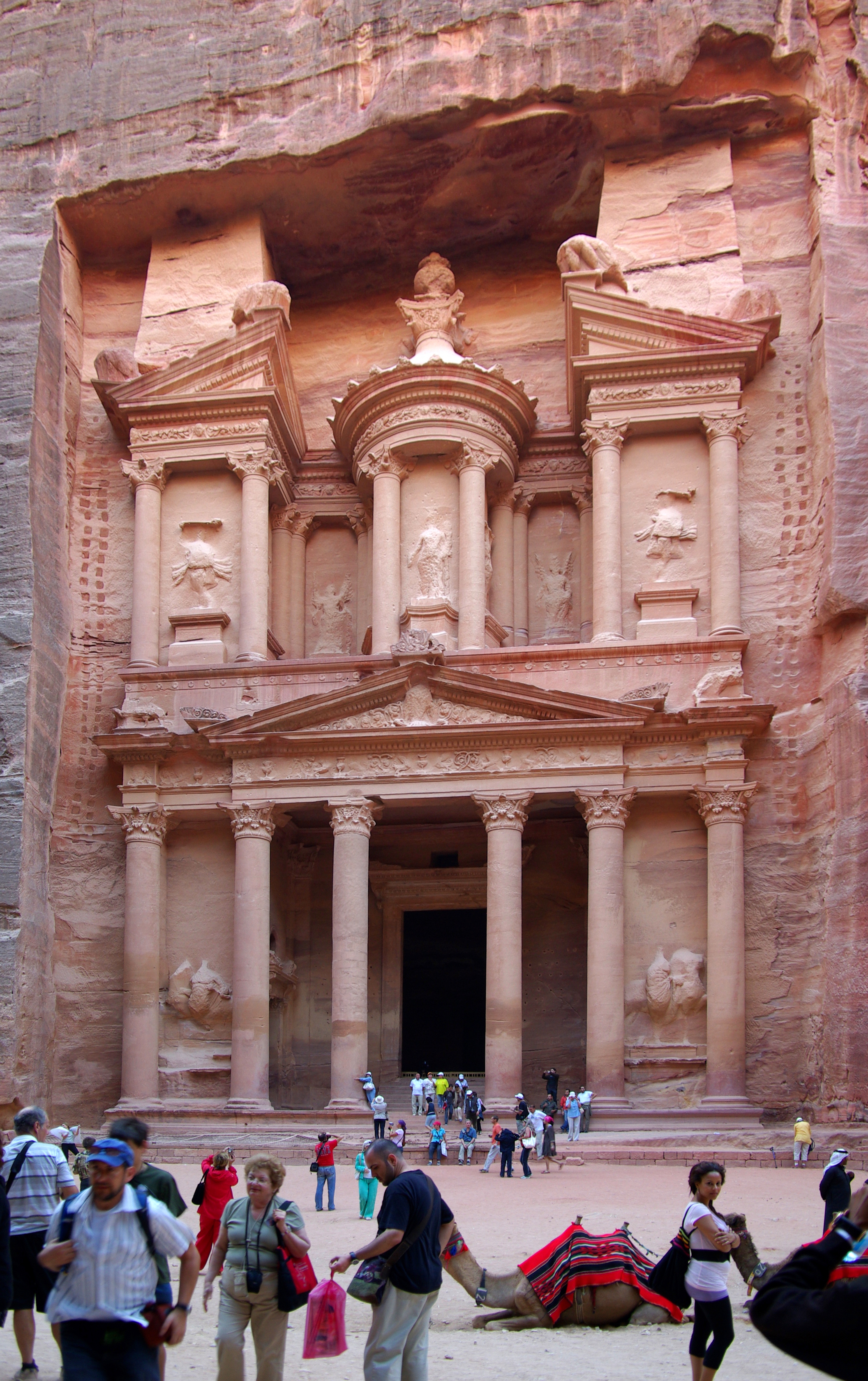
الخزنة في مدينة البتراء في الأردن

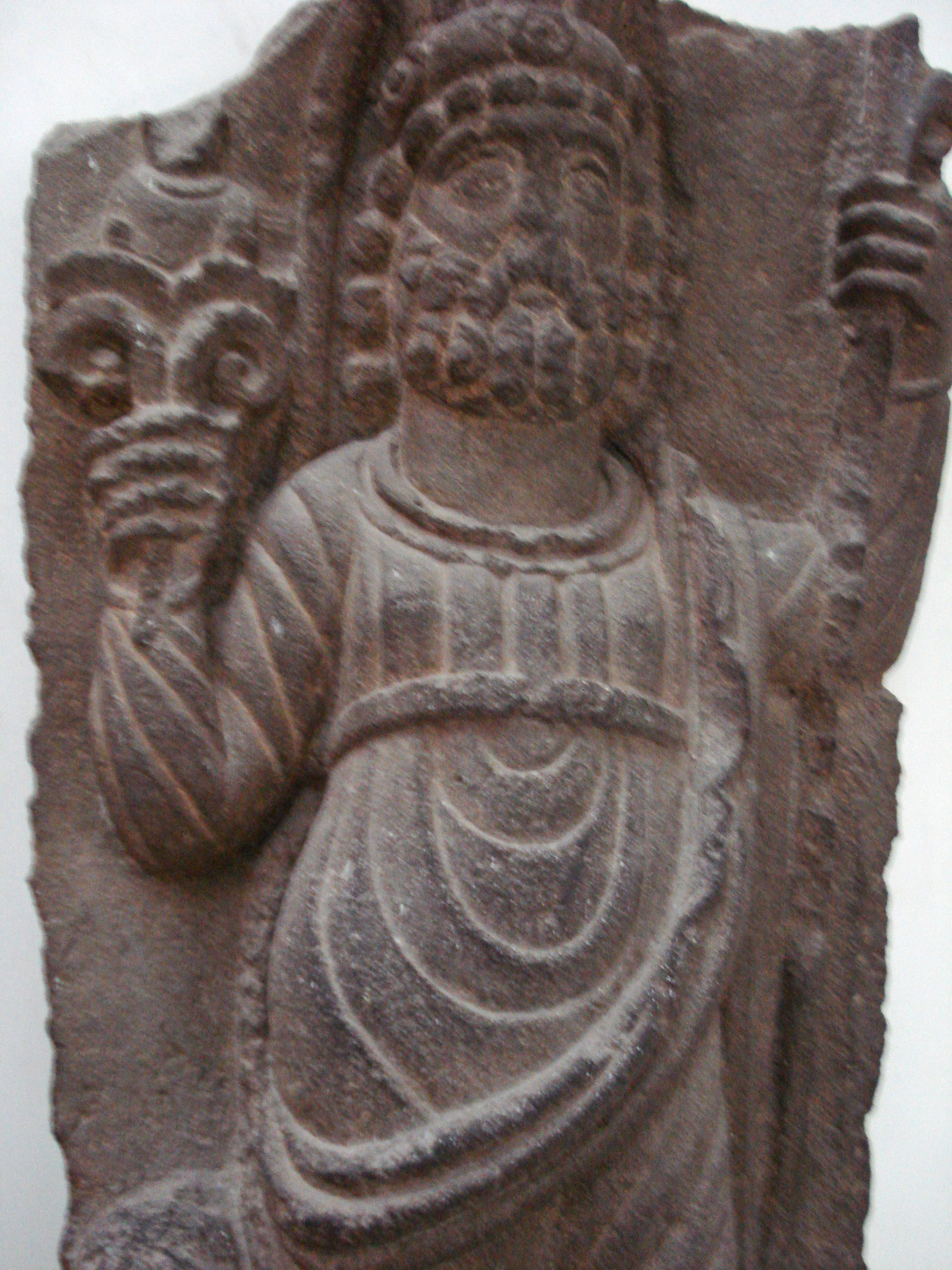
ذو الشرى. منحوتة نبطية وجدت جنوب سوريا ومحفوظة في متحف دمشق الوطني

الأنباط  أو النبط (بالآرامية النبطية: 𐢕𐢃𐢋𐢈)  (169 ق.م - 106م) هي مملكة عربية قديمة قامت في شمال شبه الجزيرة العربية. كانت عاصمتهم مدينة البتراء، وكانت محطة إستراتيجية واقعة على طريق البخور؛ إذ إنها تقع على مفترق طرق القوافل القادمة من جنوب شبه جزيرة العرب، إلى الهلال الخصيب وأفريقيا.
اعتمد الأنباط على تجارة القوافل، واغتنوا وأسسوا مملكة عربية مهمة، وكتبوا بالآرامية التي أخذوها غالبًا عن الإدوميين، وكانت الآرامية لغة التجارة في غربي آسيا منذ مطلع الألف الأول قبل الميلاد، كما أنها أصبحت لغة بلاط الفرس الأخمينيين. ولا شك في أن الأنباط كانوا يتكلمون العربية فيما بينهم، ويذكر جان كانتينو أن لغة الكلام لديهم أخذت تؤثر تدريجيًّا في آرامية اللغة المكتوبة حتى آلت فيما بعد إلى عربية شبه كاملة في نص النمارة (شرق شهبا) للملك المعروف امرؤ القيس.
كان اهتمامهم قليلًا بسلسلة الواحات المنتشرة التي كانت ضمن مملكتهم، ومارسوا الزراعة بشكل محدود، ولم تكن حدودهم مع الصحراء مؤمنة بشكل فعال؛ فقدت استقلالها في عهد الإمبراطور الروماني تراجان.

تمكّن الأنباط من استغلال موقع بلادهم لمرور شرايين التجارة بين الشام واليمن، وكذلك قاموا بالوساطة في نقل التجارة بين «مصر والشام وأماكن أخرى من شبه الجزيرة العربية»، ففرضوا ضرائب على التجارة والتجار. وقد كان ميناء غزة هو المفضل لدى الأنباط لقربه من البتراء. بالإضافة إلى أنهم شقوا قنوات الري واهتموا بالزراعة واستغلال أرضهم وما فيها من موارد طبيعية، وتعلموا وأتقنوا استغلال مناجم النحاس والحديد، كما ضربوا النقود على الطريقة الشامية، وجمعوا ثروات عظيمة نتيجة لازدهارهم الاقتصادي.

## الحضارة

### نظام الحكم
عاش الأنباط نمط حياة الشعوب البدوية، ويدعم ذلك حقيقة أنه لم يُعثَر على ثقافة مادية مثل الفخار والعملات والمنحوتات التي يمكن أن ترتبط بالأنباط خلال فترة حكمهم. تلك الفترة من الزمن. لكن الملاحظ أن الأنباط خلال القرن الرابع قبل الميلاد بدأوا العمل في التجارة كوسطاء على طريق التجارة من دادان إلى غزة، الذي كان يمر عبر أراضيهم أو الأماكن التي يتواجدون فيها. أدى هذا التغيير بالذات إلى إحداث تحول في بنية المجتمع النبطي الذي بدأ يتميز بخلط الحياة الرعوية البدوية التقليدية مع ممارسات الوساطة التجارية الجديدة إلى جانب استغلال بعض الموارد الطبيعية في الأراضي النبطية مثل القار. بالإضافة إلى ذلك، يُعتقد أن الأنباط مارسوا الزراعة خلال هذه الفترة المبكرة ولكن على نطاق محدود فقط. لذلك، يُعتقد أن نظام الحياة النبطي قد بدأ كنظام بدوية، وقد تم الانتقال إلى الاستقرار على مدى فترة طويلة من الزمن.
في المقابل، وصف سترابو الأنباط بطريقة مختلفة، حيث وصف المجتمع النبطي في نهاية القرن الأول قبل الميلاد بأنه مجتمع مستقر. وكما وصفه سترابو، فقد تميز المجتمع النبطي بالعديد من سمات المجتمع المتحضر والمستقر والمزدهر، والسياسة النبطية، كان النظام نظامًا ديمقراطيًا حيث يحكم الملك الشعب بطريقة ما يتميز بالتواضع والقرب من الناس.

### فئات المجتمع
عرف المجتمع العربي النبطي نوعاً من التباين في فئاته وشرائحه الاجتماعية، فالفئة العليا هي الأرستقراطية العربية صاحبة رأس المال التجاري والتي بيدها السلطة لتحكم الشعب كما نجد ذلك في جنوب الجزيرة العربية وكل الدول التجارية الأخرى. غير أنه لا يجود نصوصاً واضحة وصريحة عن طبيعة المجتمع ولكن يمكن تصور أن في هذا المجتمع فئة زراعية واسعة فيها العمال العبيد والعبيد الخدم والعمال الزراعيون والفلاحون ولا بد من وجود فئة أشبه بالمتوسطة تتحمل دفع الضرائب، كما عرف المجتمع النبطي فئة أخرى تدعى فئة الأجانب.
- الأستقراطية العربية وتتكون من أصحاب المعابد - رجال الدين - والأراضي الكبيرة وشيوخ القبائل وكبار التجار والموظفين الكبار ونواب الملك في المحطات التجارية. ويمكن تسميتها طبقة الحكام والكهنة والمشايخ، وهذه الفئة هي صاحبة الامتيازات الاقتصادية والسياسية، وتسمى أيضا فئة الأشراف وهي مالكة الأراضي، كما يدخل في ضمن هذه الفئة شيوخ العشائر الذين يملكون الإقطاعات الواسعة.[11] ومن المؤكد أن هذه الفئة كانت تشرف على طرق المواصلات كما أنها كانت تحتكر الأسواق وتتحكم بالأسعار، وهي التي تقرض الأموال إذ بلغ من قدرة هذه الفئة على الإقراض أنها أقرضت الدولة مبالغ من المال كما فعلت السيدة رومي النجرانية حيث أقرضت الدولة مبالغ من المال وتنازلت عنه وعن أرباحه.[11]
- المواطنون الأحرار تتكون من الجند المسلح المعدين لحفظ النظام وحماية القلاع وحراسة القوافل، وتتكون من الفلاحين لزراعة الأرض واستغلالها وكذلك الصناع والتجار من متوسطي رؤوس الأموال ويذكر لنا "رودو كتاكيس أن هذه الفئة كانت تمنح بعض الإقطاعات الزراعية التي يقومون على استغلالها فتسد بذلك حاصلاتها رمقهم كما يذكر الدكتور منذر البكر أن هذه الفئة تخضع لفرض الضرائب من قبل الفئة الأولى وفي الأزمات الاقتصادية تتحول هذه الفئة إلى فئة العبيد وقد تأثرت هذه الفئة بالمجتمع الروماني لا سيما عندما أدخل الحارث الثالث مملكة الأنباط ضمن محور الحضارة الهلنستية.[12]
- العبيد وهذه الشريحة فاقدة للحقوق السياسية والاقتصادية، إذ يذكر محمود الروسان أن هذه الفئة توجد عند الأنباط كما وجدت عند لحيان ومعين حيث عثر في نقوش الحجر ذكر لهذه الفئة أو الشريحة ونجد أن هؤلاء العبيد غير أحرار وإنما هم تابعون للأرض ويسمون عند عرب الجنوب" ادومت"  ووصفتهم كتب الأدب بالصعاليك.[12]
- الأجانب نستنتج وجود هذه الفئة في مدينة البتراء من كونها مركزاً تجارياً مهماً فلا بد لتجارة الأجانب من وجود مركز فيها فهناك الصيارفة والممثلين للتجار الأوروبيين وهذا يكثر في المدن التجارية كما هي الحال في دولة ميسان العربية. وكذلك دولة تدمر.[13]

### الجيش

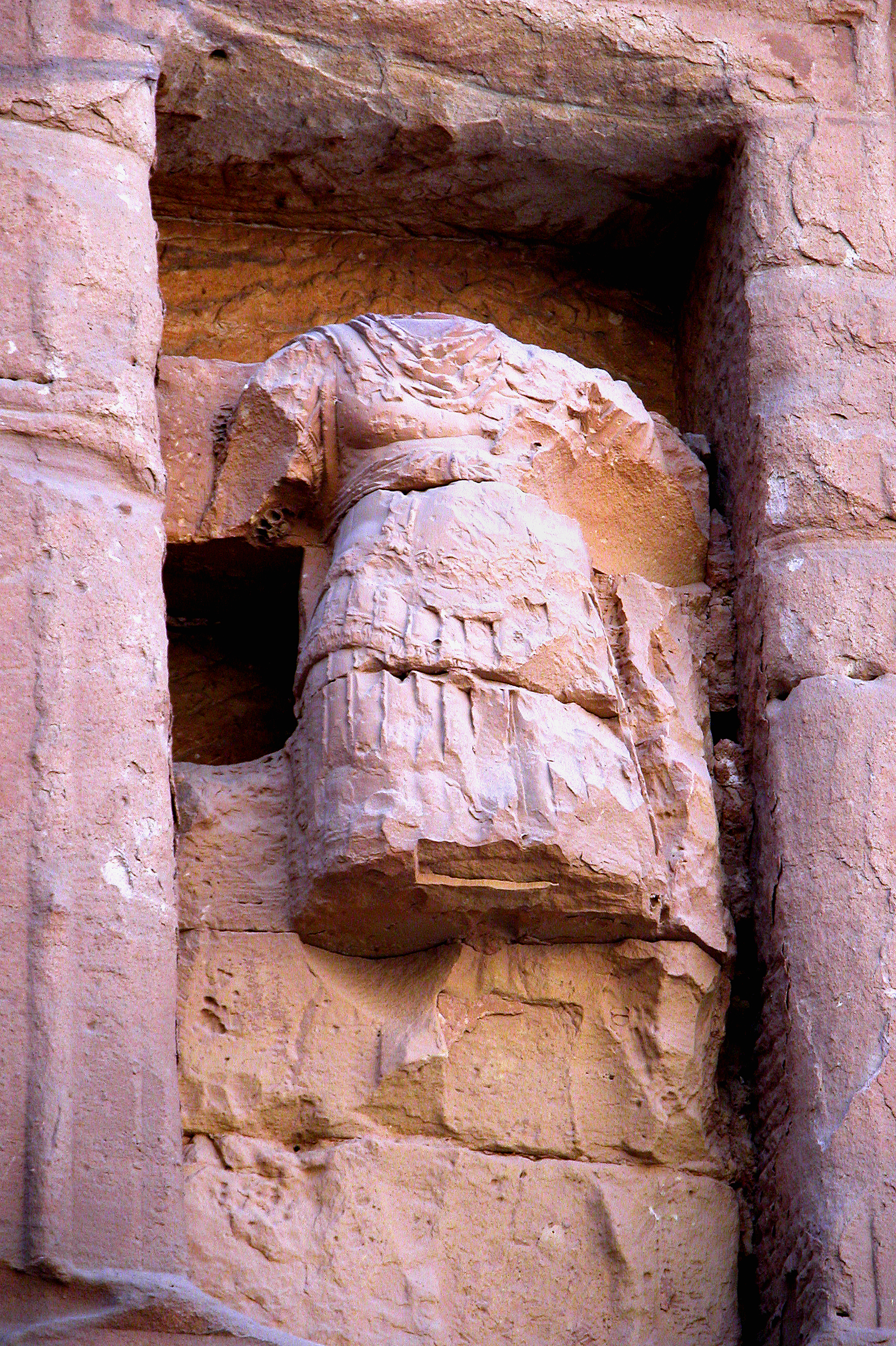
تمثال لجندي. وتم تسمية موقعه مقبرة الجندي نسبة لزي التمثال الموجود أعلى مدخل البتراء.

اشارت بعض الحفريات المكتشفة، أن وحدات الجيش النبطي، كانت مكونة من الحصان والجمال. وكانت الأسلحة الرئيسية للفرسان هي القوس والسهام والرماح، والسيف القصير، والخناجر، وبعض الدروع والخوذ المتأثرة بالنمط اليوناني.

### المعمار النبطي
تميز الأنباط باحترافهم للعمارة والسيراميك،  واشتهر منهم  أبولودوروس الدمشقي، لاتقانه المعمار النبطي، ومزجه المعمار الروماني بالمعمار النبطي. ومن أشهر المباني التي أشرف عليها، هو معبد جوبيتر الدمشقي. وتميزت بعض المعابد والصروح النبطية بانها طليت بأنماط حمراء وزرقاء وخضراء لامعة.
- العمارة الدينية هي العمارة المتمثلة بالمعابد النبطية، وتمثلها عدة نماذج معمارية بنيت لتناسب طقوس العبادة، كالمعبد الكبير، ومعبد الأسود المجنحة.[18] وكانت تلفظ في بعض النقوش بلفظ "مسجد". ومفهومها ومعناها مطابق لمفهوم المساجد الإسلامية، حيث انها تشير إلى المعابد وأماكن إقامة الشعائر والطقوس الدينية، مثل معناها في الإسلام.[19]
- العمارة السكنية وتشمل القصور والمنازل الكبيرة والمنازل الريفية والمنازل البسيطة.[20][21]
- العمارة العامة تعتبرر مباني البتراء خير مثال على هذ النوع من المباني باعتبارها المدينة – العاصمة التي تضم جميع أنماط المباني العامة إضافة للمباني الخاصة. لقد بُنيت مباني البتراء وفق مخطط المدينة العام، حيث الشارع الرئيس الذي تأثر بمخطط المدينة الرومانية. إذ أن الشارع يكاد يقسم المدينة إلى نصفين، وهو يحاذي الوادي مما اضطر المهندس النبطي لبناء بعض القنوات تحت أرض الشارع. وكذلك العبارات والأقواس الحجرية التي ترتفع عن سيل الوادي في فصل الشتاء. وما يزال بالإمكان ملاحظة بعض آثار هذه المرافق في الشارع الرئيسي بعد الانتهاء من ساحة الخزنة.[22]
- العمارة الجنائزية المتمثلة بالمقابر الملكية المنحوتة، والمقابر المبنية بالحجر المقطوع. لقد اهتم الأنباط اهتماما كبيرا بمقابرهم، مما إنعكس في عمارتها التي حُشد فيها الكثير من الفنون المعمارية والفنية ومما يوحي باهتمام الأنباط «بالحياة الآخرة» بالنسبة للأموات. والبنسبة للمقابر الملكية المنحوتة، فتُعتبر من أكثر ما اشتهر به الأنباط. وقد أجريت عليها العديد من الدراسات المتخصصة أظهرت أن المهندس النبطي جمع بين التأثيرات الخارجية من الحضارات المجاورة مع الذوق النبطي، ويمكن مشاهدة الكثير من هذه القبور في أماكن مختلفة من البتراء وما حولها وخصوصا في الطريق قبل الوصول إلى السيق. من قبور البتراء الشهيرة: قبر «المسلات» وقبر «الجرة» و «القبر ذو النوافذ».[23][24]

## الثقافة
هناك العديد من النقوش المكتوبة على الجدران وغيرها، ومنها أسماء وتحيات، توثق منطقة الثقافة النبطية، التي امتدت شمالًا حتى الطرف الشمالي للبحر الميت، وتشهد على انتشار معرفة القراءة والكتابة؛ ولكن باستثناء بعض الرسائل لم يبق أي أدب نبطي، ولم تتم الإشارة إلى أي منها في العصور القديمة.    اقترح تحليل التسميات  أن الثقافة النبطية ربما كان لها تأثيرات متعددة. تبدأ المراجع الكلاسيكية للأنباط بـ ديودورس الصقلي . ويشيرون إلى أن الطرق التجارية للأنباط وأصول بضائعهم كانت تعتبر أسرارًا تجارية، ومتخفية في حكايات كان من المفترض أن تؤدي إلى جهل الغرباء عنها.
وصفهم ديودوروس سيكلوس (الكتاب الثاني) بأنهم قبيلة قوية تضم حوالي 10.000 محارب، بارزة بين البدو الرحل في شبه الجزيرة العربية، تتجنب الزراعة والمنازل الثابتة واستخدام النبيذ، ولكنها تضيف إلى المساعي الرعوية تجارة مربحة مع الموانئ البحرية في اللبان . المر والتوابل من بلاد العرب السعيدة (اليمن حاليًا)، بالإضافة إلى التجارة مع مصر في القار من البحر الميت. وكانت بلادهم القاحلة هي أفضل ضمان لهم، لأن صهاريج مياه الأمطار على شكل زجاجة، والتي حفروها في التربة الصخرية أو الغنية بالطين، كانت مخفية بعناية عن الغزاة.
كتاب الطبيخ لابن سيار الوراق، أقدم كتاب طبخ عربي معروف، يحتوي على وصفة لخبز الماء النبطي المخمر ( خبز الماء النبطي ). يُصنع خبز الخميرة من دقيق قمح عالي الجودة يُسمى الصامد ، وهو مطحون جيدًا وخالي من النخالة ويُخبز في التندور .

### المرأة في الثقافة النبطية
واستنادًا إلى العملات المعدنية والنقوش والمصادر المعاصرة غير النبطية، يبدو أن المرأة النبطية كانت تتمتع بالعديد من الحقوق القانونية. توضح النقوش الموجودة على المقابر المساواة في حقوق الملكية بين الرجل والمرأة وحقوق المرأة في مسائل الميراث وكذلك قدرتها على اتخاذ القرارات بشأن ممتلكاتها الخاصة.  وهذا ما يميز الأنباط عن المواقف المتعلقة بدور المرأة في المجتمع من قبل جيرانهم في المنطقة.
كما شاركت النساء في الأنشطة الدينية، وكان لهن الحق في زيارة المعابد وتقديم التضحيات.
تشير الأدلة الأثرية بقوة إلى أن النساء الأنباط كان لهن دور في الحياة الاجتماعية والسياسية بحلول القرن الأول الميلادي، وهو ما يظهر من خلال حقيقة أن ملكات الأنباط تم تصويرهن على العملات المعدنية، سواء بشكل مستقل أو مع أزواجهن الملك. كان الافتراض الذي يجب استخلاصه من ذلك هو أنهم حكموا معًا وأن ملكات الأنباط والعضوات الأخريات قد تم منحهن أو كان لهن بالفعل أهمية ومكانة سياسية.  يمكن للمرء أن يتوقع أن نساء الأنباط الأخريات استفدن من هذا أيضًا.
على الرغم من أن الثقافة النبطية يبدو أنها تفضل خلافة الذكور بدلاً من خلافة الإناث أو ما يعادلها، يبدو من المعقول أنه مثل سلالة البطالمة المجاورة والسلوقيين، فإن الزواج من عضوة في العائلة المالكة النبطية عزز موقف الحاكم أو الشخص الذي يطالب بالعرش.  
وفقدت المرأة النبطية العديد من حقوقها، عندما أصبحت المملكة النبطية تحت التأثير السياسي والثقافي للإمبراطورية الرومانية والقانون الروماني.

### أزياء الأنباط
لا يُعرف الكثير على وجه اليقين عن أزياء الأنباط القدماء وقبل الهيلينة والرومانية في المنطقة، ولكن بناءً على الملابس والمنسوجات الموجودة في المقابر والمقابر في الأراضي النبطية، فإن الملابس التي كان يرتديها الأنباط خلال القرنين الأول والثاني كانت لا يختلفون عن جيرانهم اليهود.  من الصعب أن نقول على وجه اليقين ما كان يرتديه الأنباط في العصور القديمة لأن فنهم قبل هذه الفترة لم يكن رمزيًا.
يعتمد ذلك على العثور على ملابس ومنسوجات مماثلة في كلا المكانين. ومن بين الألوان الأكثر شيوعًا اللون الأصفر المصنوع من الزعفران والأحمر الفاتح الناتج من الفوة.  كما عُثِر على منسوجات زرقاء.
أما فيما يتعلق بأنواع الملابس وما يمكن استنتاجه من هذه الاكتشافات هو أن الرجال الأنباط كانوا يرتدون سترة وعباءة كلاهما مصنوعان من الصوف. والسترة على الطراز الروماني (بلا أكمام) مع قطع العباءة على الطراز اليوناني. وهذا، كما ذكرنا سابقًا، يعكس أسلوبًا شعبيًا وليس أسلوبًا عرقيًا حصريًا للأنباط.
ارتدت النساء الأنباط سترات طويلة مع الأوشحة والعباءات. وكانت هذه الأوشحة منسوجة بشكل فضفاض ولها أطراف رياضية في الأسفل.
ما يمكن رؤيته على العملات المعدنية من الطبقة العليا في المجتمع النبطي يُظهر تأثيرًا يونانيًا ورومانيًا أقوى. تم تصوير الملوك بشعر طويل مجعد وحليقي الذقن بينما تم تصوير الملكات وهم يرتدون أغطية الرأس بشعر مجعد وسترات طويلة وملابس عالية العنق. يبدو أن القماش الأرجواني كان مرتبطًا بالملك بناءً على رواية سترابوس عن الرجال الأنباط الذين خرجوا "بدون سترات وأحزمة حول حقويهم، ومع نعال في أقدامهم - حتى الملوك، على الرغم من أن اللون في حالتهم أرجواني. 

## الموقع الجغرافي
نشأت مملكة الأنباط في المنطقة الشمالية الغربية من شبه الجزيرة العربية، في المكان الذي عرف باسم «بلاد العرب الحجرية أو الصخرية» "Arabia petraea" عند الإغريق والرومان.
كانت دولة الأنباط تمتد من حدود دمشق شمالًا إلى حدود العلا جنوبًا، ومن بادية الشام شرقًا مرورًا إلى صحراء النقب وشبه جزيرة سيناء غربًا.
وفي أوج اتساعها، امتدت دولة الأنباط من منطقة دمشق  إلى شبه جزيرة سيناء، وشملت صحراء النقب وسهل البقاع وضمت الأجزاء الجنوبية والشرقية من فلسطين وأقاليم حوران وأدوم وردان وأجزاء من ساحل البحر الأحمر.

## التاريخ

### النشأة

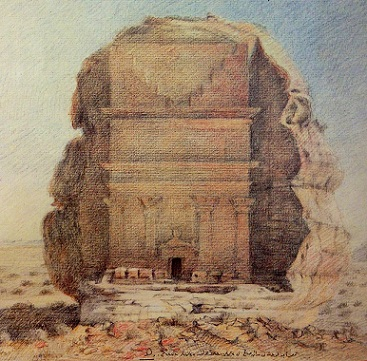
لوحة للمقبرة النبطية (القصر الفريد)، تقع في مدائن صالح، الحجاز، المملكة العربية السعودية.

آثار مدينة عبدة النبطية على قمة جبل في النقب ترجع إلى القرن الأول قبل الميلاد.

لقد كان الأنباط يطلقون على أنفسهم اسم "نبطو"، خارج بلادهم ولا توجد أي نقوش يشير فيها شخص ما أنه "نبطي" مكتوبة باللغة النبطية أو الكتابة النبطية، وجميعها تأتي من خارج اراضي الأنباط. وهذا أمر متوقع، لأن المرء لا يحتاج عادة إلى تعريف نفسه على أنه "نبطي" داخل بلاده.  والأنباط كانت قبيلة بدوية كانت تنتشر في سيناء والنقب منذ القرن السادس قبل الميلاد، وفي القرن الثاني قبل الميلاد احتلوا مناطق الإدوميين وأخضعوهم وأقاموا مملكة الأنباط وجعلوا سلع (الرقيم) عاصمتهم، وكذلك تمكنوا من إخضاع عدة شعوب أخرى كالآراميين والكنعانيين والعمونيين والمدينيين في المنطقة الممتدة بين دمشق وسيناء. ويعتقد انهم كانوا بالاصل قبيلة من أحد قبائل اتحاد قيدار، الذي سيطر على شمال شبه الجزيرة العربية من القرن الثامن إلى الخامس قبل الميلاد، مما جعلهم سكان لإقليم أدوم. وتمددوا لمنطقة العلا واتخذوا من الحِجر (مدائن صالح) مدافن لأثريائهم وسادة القوم والمسؤولين النبطيين.

### علاقة نبط العراق والأنباط
أطلق العرب في العصر الإسلامي تسمية النبط على سكان جنوب العراق والمندائيين متحدثي اللغة الآرامية في العراق وعلى سريان سوريا، إضافة لاستعمال مصطلح السريان، بالرغم من أن السريان وسكان العراق لم يطلقوا على أنفسهم تسمية النبط، ولم تتواجد قبيلة الأنباط في مناطقهم. والنبط عبارة عن قبائل آرامية مختلفين عرقيا عن الأنباط مؤسسين مملكة الأنباط. ويعتبر ذكر النبط الآراميين أقدم من الأنباط، حيث ان ذكر النبط يعود للقرن الثامن قبل الميلاد. واقدم ذكر للأنباط يعود للقرن الرابع قبل الميلاد.

### التوسع
امتدت دولة الأنباط في أوج ازدهارها من سيناء إلى النقب إلى جنوب سوريا، وكان حارثة أول ملك نبطي ذكرته النقوش سنة 169 ق.م، والأنباط أو النبطو قبائل بدوية من سيناء والنقب تمكنت من الاستيلاء على سلع/ البتراء (مدينة الإدوميين) وجعلها عاصمه لهم.
كان أول اتصال بين الأنباط وروما سنة 65 ق.م حين زار القائد الروماني بومبي مدينة البتراء، منذ ذلك الحين نشأ تحالف بين الرومان والأنباط، وأصبحت مملكة الأنباط الفاصل بين البلدان الخاضعة للحكم الروماني وبين القبائل البدوية القاطنة في شبه الجزيرة العربية.
من الحروب التي خاضها الأنباط لتوسيع نفوذهم وسلطانهم في الشرق الاشتباك الذي وقع بينهم وبين اليهود في فلسطين في عهد الملك النبطي عبادة الأول سنة 90 قبل الميلاد، فانتصر الأنباط واستولَوا على جنوب شرقي سوريا بما فيها حوران وجبل الدروز، ومن أشهر ملوك الأنباط الحارث الثالث، وقد تغلب في حملة قام بها على فلسطين، فتمكن من محاصرة القدس واحتلال دمشق، وقد حاول الرومان بقيادة بومبي احتلال بلاد الأنباط ولكن الملك الحارث الثالث استطاع الصمود في وجهه والاحتفاظ بنفوذه في جنوب فلسطين وشرقي الأردن وجنوب شرقي سورية وشمال الجزيرة، وقد ظلت العلاقات طيبة بين الأنباط والرومان، وظلت البتراء المحطة الرئيسية على طريق القوافل التجارية حتى تضاءلت أهميتها على إثر تحول طريق التجارة المار بغربي الجزيرة إلى العراق، مما أدى إلى أن تفقد البتراء أهميتها كمركز يعتمد على التجارة الغربية، وكانت مملكة النبط القاعدة الرئيسية التي انطلقت منها القوات الرومانية لغزو اليمن في العام 25 ق.م، مستهدفين مملكة معين، وقد أُبيد عشرة آلاف جندي من الجيش الروماني  والقوات النبطية في تلك الحملة.

### حملة تراجان وسقوط مملكة الأنباط
وفي سنة 106م أرسل الإمبراطور تراجان حملة ضد الأنباط احتلت فيها البتراء دون مقاومة، وبسقوط البتراء بيد الرومان انتهت دولة الأنباط وجعلوها ولاية رومانية، وأصبحت جزءا من المقاطعة العربية التي أنشأها الرومان في الطرف الجنوبي من سورية للحماية من هجمات السراكين العرب البدو.
حل مكان مملكة الأنباط إمارات تابعة للروم من قبائل نبطية جديدة وهي تنوخ التي منها اللخميون حكام الحيرة، والغساسنة حكام الأردن وجنوب سوريا.

## الأصل
كان الأنباط إحدى القبائل البدوية العديدة التي تترحل في الصحراء العربية، وانتقلت مع قطعانها إلى أي مكان يمكن أن يجدوا فيه المراعي والمياه. أصبحوا على دراية بمنطقتهم مع مرور الفصول، وكافحوا من أجل البقاء على قيد الحياة خلال السنوات السيئة، عند تضاؤل هطول الأمطار الموسمية. على الرغم من أن الأنباط قد اندمجوا في البداية مع الثقافة الآرامية، إلا أن النظريات المتعلقة بجذورهم الآرامية مرفوضة من قبل العلماء المعاصرين. ويقال إنهم أحفاد نبط (أو نابت) بن إسماعيل. ورجح البعض ان اصلهم من الشمال الغربي لشبه الجزيرة العربية تحديدا حائل والقصيم.

## الاقتصاد

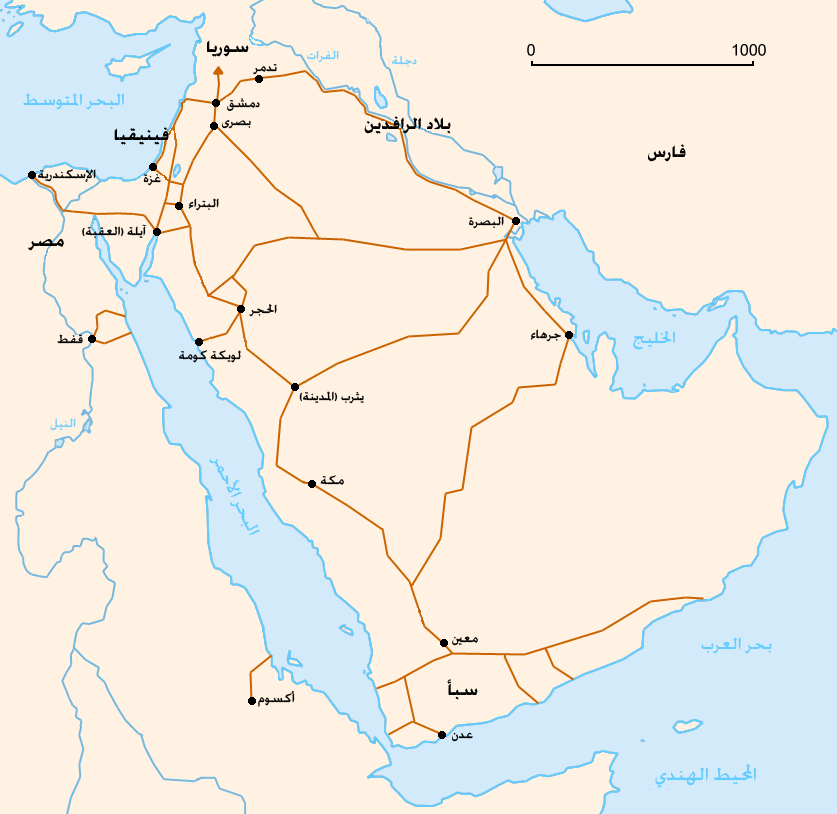
الطرق التجارية النبطية القديمة.

بدأ الأنباط حماة للقوافل التجارية، ثم وكلاء محليين للتجارة، ثم وسطاء في التجارة، إلى أن أصبحوا أصحاب تجارة وسيطروا على الطرق التجارية في العالم؛ حيث كانت قوافلهم المكونة من مئات الجمال تحمل البخور والتوابل والعطور واللبان والمر من شواطئ عُمان واليمن ومرورًا بمكة والمدينة والحِجر ووادي رم إلى البتراء (الرقيم) عاصمة القوافل، ثم تتفرع الطريق بها إلى دمشق شمالًا أو عبر النقب وسيناء غربًا للتجارة مع المصريين. هذا وتظهر النقوش والآثار التي خلفها التجار الأنباط أماكن بعيدة عن مقرهم حتى بلغت مصر وإيطاليا واليمن.

## الدين
عبد الأنباط الاصنام العربية المعروفة: ذو الشرى، الذي مثلوه على هيئة حجر أسود، بالإضافة إلى اللات، والعزى، ومناة، وهبل. 
وكانوا مشهورين في البداية بامتناعهم عن تصوير الاصنام باجسام وتماثيل. حتى تغير الأمر في عهد أوبوداس الثالث، حيث تأثر الأنباط بالتماثيل والاصنام عبر اليونان.

## لغة الأنباط
كانت لغة الأنباط الرسمية هي اللغة الآرامية (بلهجة نبطية) لكنهم كانوا يتحدثون اللغة العربية في حياتهم اليومية، وهذا ما شاهده القديس إبيفانيوس السلاميسي حيث شاهد الأنباط يرتلون ترانيمهم الدينية باللغة العربية. وأيضا يستدل على لغة الأنباط من خلال النقوش والواجهات الخاصة بالمدافن الخاصة بالأنباط في مدائن صالح وجنوب الأردن؛ إذ كتبوا النقوش بلهجة عربية بحرف آرامي. ويرى بعض اللغويين أن الفارق اللغوي بين لغة النبط ولغة قبيلة قريش فارق شديد؛ حيث يستحيل أن تنحدر اللغة العربية من اللغة النبطية، ويرون أن اللغة العبرية واللغة السبئية المتأخرة أقرب إلى اللغة العربية.[بحاجة لمصدر]
استخدم النبط في البداية اللغة الآرامية للأغراض الرسمية وبخاصة في الكتابة. ولم تكن العربية بعد لغة مكتوبة. وحيث شكل متحدثو اللغة الآرامية نسبة كبيرة من السكان. تمت كتابة النقوش النبطية باللغة الآرامية المحلية باستخدام نص محلي. ومع ذلك، فقد لوحظت العديد من الكلمات العربية المستعارة والاستعارات النحوية. اليوم، يعتقد معظم العلماء أن الوجود اللغوي للغة العربية في اللغة النبطية يرجع إلى حقيقة أن الأنباط تحدثوا باللغة العربية في الحياة اليومية.
من الجدير بالملاحظة أن جميع النقوش النبطية على واجهات المقابر الخاصة بالنبط (الأنباط) وقبيلة السلاميين في مدائن صالح هي باللغة العربية بالخط النبطي وليس باللغة النبطية.

## مدن مملكة الأنباط

### مدينة البتراء

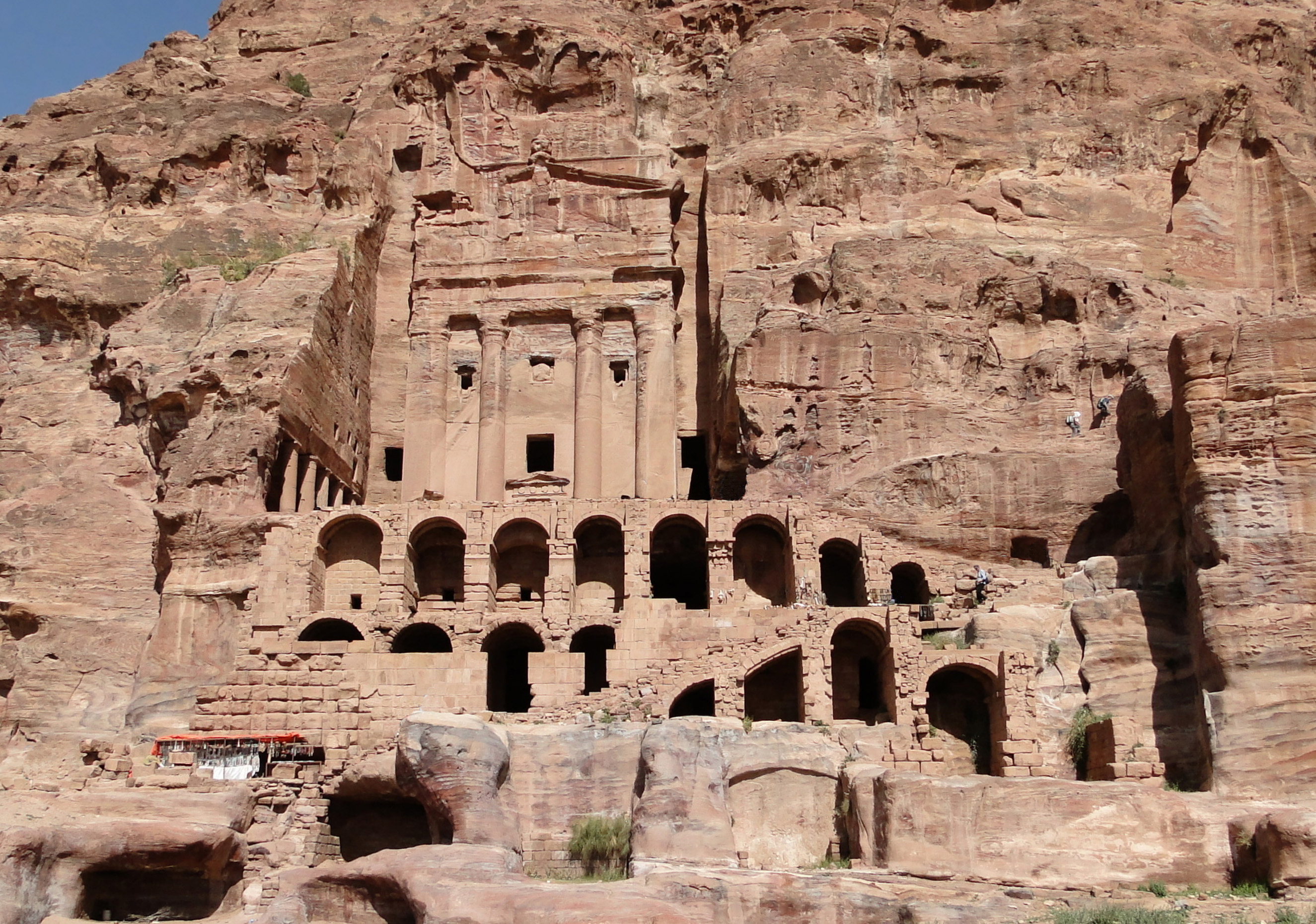
مبنى المحكمة أو قبر الجرة بالبتراء

سلع أو البتراء أو الرقيم كانت عاصمة مملكة الأنباط؛ تقع في محافظة معان في جنوب المملكة الأردنية الهاشمية. اسمها القديم «سلع» أي «الشَّق» بسبب تصميمها المخفي في الوديان الصخرية العميقة التي لا يمكن الدخول إليها إلا لمن يعرف دروبها. سماها الرومان Petra التي تعني في اللغة اللاتينية «الصخرة» (كما سموا الإقليم الذي ضم المنطقة Arabia Petra أي «بلاد العرب الصخرية») ويبدو أن الأنباط قد عرفوا المدينة باسم «الرقيم» بسبب كثرة النقوش على جدران وديانها وعماراتها. ازدهرت في القرن الأول ق.م. في عهد ملكها الحارث الثالث. احتلها الرومان وأسموا الأراضي التي قامت عليها مملكة الأنباط «بالولاية العربية» وظلت مزدهرة حتى القرن 3 الميلادي. تضم آثارًا عِمرانية منحوتة في الصخر نادرة المثال، وهي مدينة محفورة في الصخر، ومختبئة خلف حاجز منيع من الجبال المتراصة التي بالكاد يسهل اختراقها، تحظى بسحر غامض. إن المرور بالسيق، وهو ممر طريق ضيق ذو جوانب شاهقة العلو، التي بالكاد تسمح بمرور أشعة الشمس مما يضفي تباينًا دراماتيكيًّا مع السحر القادم. وفجأة يفتح الشق على ميدان طبيعي يضم الخزنة الشهيرة للبتراء المنحوتة في الصخر، والتي تتوهج تحت أشعة الشمس الذهبية.
وقد ذكر اسم الرقيم في القرآن الكريم:
- ﴿أَمْ حَسِبْتَ أَنَّ أَصْحَابَ الْكَهْفِ وَالرَّقِيمِ كَانُوا مِنْ آيَاتِنَا عَجَبًا ۝٩﴾ الكهف

### الحجر (مدائن صالح)
مدائن صالح أو الحِجر هي عبارة عن مدافن وقبور لأثرياء الأنباط والعرب، ومعظم الواجهات الصخرية عائدة إلى ما بين القرن الثاني قبل الميلاد والقرن الثاني بعد الميلاد، والكتابات المنقوشة على بعض المدافن هي باللغة العربية بالخط النبطي (ليس باللغة النبطية)، ومذكور بها اسم الراقد بالقبر واسم النحات واسم الملك النبطي حارثة وأيضا أسماء الأصنام والأوثان وتكلفة نحت المدفن واسم القبيلة.[بحاجة لمصدر]

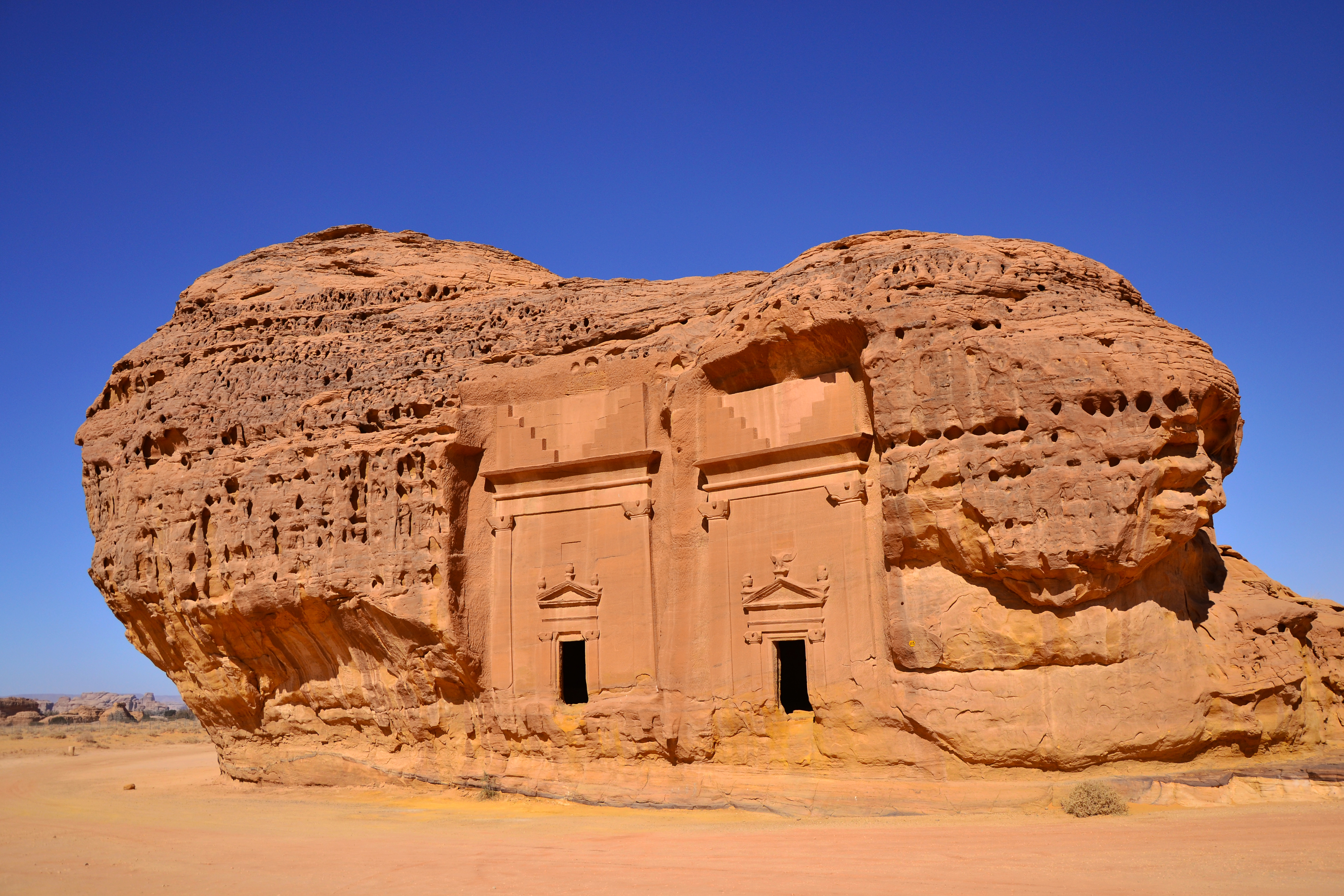
أحد مقابر الحجر /مدائن صالح

الحجر أو مدائن صالح هي ليست مدينة أو مستوطنة بشرية نبطية، وقد اتخذها الأنباط مقبرة لأثريائهم.
وتقع الحجر/ مدائن صالح في محافظة العلا شمال السعودية. وهي من أهم المواقع الأثرية في شبه الجزيرة العربية والشرق الأوسط وقارة آسيا. [بحاجة لمصدر]
اتخذ الأنباط منطقة الحجر مقابر، وقد نسب الأنباط بناء بعض مقابر مدينة الحجر لنفسهم في النقوش التي نقشوها واجهات المقابر الخاصة بهم .[بحاجة لمصدر]
لا يعرف بالضبط من الذي نحت الواجهات الصخرية في الحجر (مدائن صالح)، الأنباط أم أناس محليون من منطقة العلا تابعون لمملكة الأنباط، لكن لا شك أنهم قوم جزريون يتبين حسب نقوشهم ولغتهم أنهم كانوا يتحدثون بإحدى اللغات العربية وليس باللغة النبطية العربية، وتذكر النقوش أسماء القبائل التي ينتمي لها المدفونون في الحجر.[بحاجة لمصدر]
يرجح أنه أُعيد نحت مدافن بيوت الحجر على فترات مختلفة من قبل عدة أقوام، واستعملت مدافن الحجر لأغراض متعددة، كمعابد وقبور، لكن الأنباط أو قبائل منطقة العلا التابعة لهم هم على الأغلب من نحتوا الواجهات الصخرية واستعملها النبط كمدافن.[بحاجة لمصدر]
وقد ذكر في القرآن أصحاب الحجر:
- ﴿وَلَقَدْ كَذَّبَ أَصْحَابُ الْحِجْرِ الْمُرْسَلِينَ ۝٨٠ وَآتَيْنَاهُمْ آيَاتِنَا فَكَانُوا عَنْهَا مُعْرِضِينَ ۝٨١ وَكَانُوا يَنْحِتُونَ مِنَ الْجِبَالِ بُيُوتًا آمِنِينَ ۝٨٢ فَأَخَذَتْهُمُ الصَّيْحَةُ مُصْبِحِينَ ۝٨٣ فَمَا أَغْنَى عَنْهُمْ مَا كَانُوا يَكْسِبُونَ ۝٨٤﴾ الحجر

أصحاب الحجر هم مجموعة من الأنباط والله أعلم، وكانوا ينتحون بيوتًا من الجبال في الحجاز بشبه الجزيرة العربية، وكانوا أهل تجارة ومال (فما أغنى عنهم ما كانوا يكسبون).[بحاجة لمصدر]
كان المعينيون الشماليون (الددانيون/ اللحيانيون) يقطنون في مستوطنة ددان وتيماء، وقد كانوا مثل الأنباط ينحتون الجبال لاتخاذها مقابر وبيوت، وأهم مواقعهم المنحوتة هو موقع مدائن الأسود (مقابر الأسود)، وكانوا يجيدون النحت بالصخر بإتقان، وقد يكونون هم الذين نحتوا مقابر الحجر مقابل أموال، وتبعد الحجر (مدائن صالح) مسافة 14 كم عن ددن والفاصل الجغرافي هو سلسلة جبلية بين مستوطنة ددان والحجر؛ حيث تعمد المعينيون الشماليون إقامة مستوطنتهم بين الجبال تيمنا بمدنهم في اليمن، وللحماية من أية هجمات محتملة من الأعراب أو أقوام معادية، اكتشفت كمية كبيرة من التماثيل والكتابات المعينية والآثار التي تم تكسيرها بشكل متعمد وطمرها في بئر ماء في ددن، ولا يعرف من الذي قام بذلك، يحتمل أن القوات الرومانية والنبطية غزت أو حاولت غزو مدينة ددن وتخريبها وإبادة السكان قبل الانطلاق إلى اليمن، ويحتمل أيضا أن القوات الأكدية البابلية غزت أو حاولت غزو ددن؛ حيث اكتشفت نقوش آرامية تسجل مجازر ارتكبت بحق سكان تيماء التابعة لمقاطعة ددن في مملكة معين.[بحاجة لمصدر]
- (هو  (الملك الأكدي) شق طريقا بعيدا وحالة وصوله قتل بتر ملك مدينة تيماء وأراق (دماء) أنعام أهل المدينة (تيماء) وأنعام أهالي المناطق المحيطة بها، أما هو نفسه فأقام في تيماء ومعه أقامت القوات الأكدية وجمل المدينة (تيماء) وبنى قصرا مشابها لقصر بابل وبنى.... وأودع ثروة المدينة (تيماء) وثروة المنطقة المحيطة بها في .... والحرس يحيطون به..... ويتحسرون بصوت عالٍ (الأسرى).......جعلهم (الأسرى) يحملون الطوب والسلال من جزاء العمل.....)
- (شهرين...... قتل الناس ..... رجالا و ..... نساء وصغارا وكبارا..... أضاع مملكتهم.....الشعير الذي فيها (تيماء))[بحاجة لمصدر]

لا يعرف بالضبط الأسباب التي جعلت البابليين ولاحقا الرومان والأنباط والأحباش واللخميين يشنون حملات عسكرية متكررة على مماليك اليمن والمقاطعات الفيدرالية والمدن التابعة لهم في العلا ونجد ونجران؛ قد يكون السبب دينيًّا حيث تخلى قسم من سكان ددن واليمن عن الوثنية، وظهرت الديانة اليهودية بشبة الجزيرة العربية في تلك الفترة.[بحاجة لمصدر]

## ملوك الأنباط
يظهر مصطلح "أخ" و "أخت" في العملات و النقوش الملكية عند الأنباط كدلالة رمزية تشير إلى رفعة المكانة السياسية في البلاط النبطي وليس إلى أخوة الدم.
| الترتيب | الحـــاكــم   | فترة الحكم      |
| ------- | ------------- | --------------- |
| 1       | حارثة الأول   | 169 ق.م-120 ق.م |
| 2       | حارثة الثاني  | 120 ق.م-95 ق.م  |
| 3       | عبادة الأول   | 95 ق.م-88 ق.م   |
| 4       | رب إيل الأول  | 88 ق.م-87 ق.م   |
| 5       | حارثة الثالث  | 87 ق.م-62 ق.م   |
| 6       | عبادة الثاني  | 62 ق.م-59 ق.م   |
| 7       | مالك الأول    | 59 ق.م-30 ق.م   |
| 8       | عبادة الثالث  | 30 ق.م-9 ق.م    |
| 9       | حارثة الرابع  | 9 ق.م-40        |
| 10      | مالك الثاني   | 40-70           |
| 11      | رب إيل الثاني | 70-106          |

### الهوامش
1. ↑  Roger D. Woodard. The Ancient Languages of Syria- Palestine and Arabia (بالإنجليزية). p. 2
2. ↑  
Dan (1998). Israel, Past & Present (بالإنجليزية). Getty Publications. ISBN:978-88-8162-083-8. Archived from the original on 2020-10-24
3. 1 2 3 4  M.C.A. Macdonald. Literacy and Identity in Pre-Islamic Arabia (بالإنجليزية). pp. 185–186.
4. 1 2 3 4 5  Moath Mohammad Hamlan Al-Fuqaha. The Nabataean settlement in Central and Northern Jordan (بالإنجليزية). pp. 5–6.
5. 1 2  Dan (1998). Israel, Past & Present (بالإنجليزية). Getty Publications. ISBN:978-88-8162-083-8. Archived from the original on 2020-10-24.
6. 1 2  Harald; Ditters, Everhard (15 Oct 2007). Approaches to Arabic Linguistics: Presented to Kees Versteegh on the Occasion of his Sixtieth Birthday (بالإنجليزية). BRILL. ISBN:978-90-474-2213-6. Archived from the original on 2020-10-24.
7. 1 2  John F. (8 May 2005). The MacArthur Bible Commentary (بالإنجليزية). Thomas Nelson. ISBN:978-1-4185-6224-3. Archived from the original on 2020-10-24.
8. 1 2  عبد الحميد حسين (1 يناير 2006). تاريخ العرب قبل الإسلام. ktab INC. ISBN:978-977-339-191-1. مؤرشف من الأصل في 2020-10-24.
9. 1 2  هاشم يحيى الملاح، الأستاذ (1 يناير 2011). الوسيط في تاريخ العرب قبل الإسلام. Dar Al Kotob Al Ilmiyah دار الكتب العلمية. ISBN:978-2-7451-5844-4. مؤرشف من الأصل في 2020-10-24.
10. 1 2  معاذ محمد هملان الفقهاء. المستوطنة النبطية في وسط وشمال الأردن (بالإنجليزية). جامعة الرور بوخوم، 2020. p. 33. Archived from the original on 2023-11-11.
11. 1 2 3  خالد الحموري. مملكة الأنباط. دراسة في الأحوال الاجتماعية والاقتصادية. ص. 30.
12. 1 2  خالد الحموري. مملكة الأنباط. دراسة في الأحوال الاجتماعية والاقتصادية. ص. 29.
13. ↑  خالد الحموري. مملكة الأنباط. دراسة في الأحوال الاجتماعية والاقتصادية. ص. 31.
14. ↑  Everyday Life of the Nabataeans in Ancient Petra: A Modern Tourism Product (بالإنجليزية). pp. 163–166. Archived from the original on 2020-09-18.
15. 1 2  Isaac H. Godlove. The Earliest Peoples and their Colors (بالإنجليزية). p. 211.
16. 1 2  Maamoun Abdulkarim. APOLLODORUS OF DAMASCUS AND TRAJAN'S COLUMN (بالإنجليزية). p. 9.
17. ↑  Louai Al Hussein, Alessandro Camiz. FROM ROMAN TO UMAYYAD: THE FORMATION PROCESS OF THE GREAT MOSQUE OF DAMASCUS AND OF THE SURROUNDING URBAN TISSUES (بالإنجليزية). p. 11.
18. ↑  (2010 أبو الحمام, p. 1)
19. ↑  John F. Healey. The Religion of the Nabataeans A Conspectus (بالإنجليزية). p. 78.
20. ↑  (2010 أبو الحمام, p. 2)
21. ↑  (2006 الخطاطبة, p. 73)
22. ↑  (2010 أبو الحمام, p. 3)
23. ↑  (2006 الخطاطبة, p. 69)
24. ↑  (2010 أبو الحمام, p. 4)
25. 1 2  J. W. Eadie, J. P. Oleson (1986) "The Water-Supply Systems of Nabatean and Roman Ḥumayma", Bulletin of the American Schools of Oriental Research.
26. ↑  Archaeometry (MAA)، Mediterranean Archaeology and (1 يناير 2013). "WOMAN IN THE NABATAEAN SOCIETY". M. Alzoubi, E. Al Masri, F. Al Ajlouny. مؤرشف من الأصل في 2024-01-15.
27. ↑  Joseph, Suad; Zaatari, Zeina (30 Dec 2022). Routledge Handbook on Women in the Middle East (بالإنجليزية). Taylor & Francis. ISBN:978-1-351-67643-4. Archived from the original on 2024-01-15.
28. 1 2 3  Esler, Philip F. (15 Feb 2017). Babatha's Orchard: The Yadin Papyri and an Ancient Jewish Family Tale Retold (بالإنجليزية). Oxford University Press. ISBN:978-0-19-107990-0. Archived from the original on 2024-01-15.
29. ↑  Fāsī, Hatūn Ajwād (2007). Women in Pre-Islamic Arabia: Nabataea (بالإنجليزية). Archaeopress. ISBN:978-1-4073-0095-5. Archived from the original on 2024-01-15.
30. ↑  Richard, Suzanne (2003). Near Eastern Archaeology: A Reader (بالإنجليزية). Eisenbrauns. ISBN:978-1-57506-083-5. Archived from the original on 2023-11-02.
31. ↑  Graf, David F. (23 Apr 2019). Rome and the Arabian Frontier: From the Nabataeans to the Saracens (بالإنجليزية). Routledge. ISBN:978-0-429-78455-2. Archived from the original on 2024-01-15.
32. ↑  Ḥak̲lîlî, Rāḥēl (2005). Jewish Funerary Customs, Practices And Rites In The Second Temple Period (بالإنجليزية). BRILL. ISBN:978-90-04-12373-1. Archived from the original on 2023-12-03.
33. ↑  Stuckenbruck, Loren T.; Gurtner, Daniel M. (26 Dec 2019). T&T Clark Encyclopedia of Second Temple Judaism Volume Two (بالإنجليزية). Bloomsbury Publishing. ISBN:978-0-567-66095-4. Archived from the original on 2023-12-03.
34. ↑  Healey, J. F. (27 Aug 2015). The Religion of the Nabataeans: A Conspectus (بالإنجليزية). BRILL. ISBN:978-90-04-30148-1. Archived from the original on 2023-12-03.
35. ↑  مملكة الانباط[وصلة مكسورة]
36. 1 2 3  FRANCISCO DEL RÍO SÁNCHEZ. THE "MYSTERIOUS AND INNOVATIVE NABATAEANS" EXHIBITION. ص. 23. مؤرشف من الأصل في 2024-01-15.
37. ↑  DENNIS P. CUMMINS. THE ROLE OF WATER IN THE RISE, PROMINENCE, AND DECLINE OF NABATAEAN PETRA (بالإنجليزية). p. 3.
38. ↑  
^ Hârun Yahya Perished Nations p.115 Global Yayincilik, 1999 ISBN 1-
39. 1 2  Jane (2001). Petra and the Lost Kingdom of the Nabataeans (بالإنجليزية). I.B. Tauris. ISBN:978-1-86064-508-2. Archived from the original on 2020-08-06.
40. ↑  Tony. Arabs in the Shadow of Israel: The Unfolding of God's Prophetic Plan for Ishmael's Line (بالإنجليزية). Kregel Academic. ISBN:978-0-8254-9363-8. Archived from the original on 2020-08-06.
41. ↑  Frederick A. Tatford (1970). Five Minutes to Midnight (بالإنجليزي). Victory Press. p. 77.{{استشهاد بكتاب}}:  صيانة الاستشهاد: لغة غير مدعومة (link)
42. ↑  معاذ محمد هملان الفقهاء. المستوطنة النبطية في وسط وشمال الأردن (بالإنجليزية). جامعة الرور بوخوم، 2020. pp. 32–33. Archived from the original on 2023-11-11.
43. 1 2  John F. Healey. The Religion of the Nabataeans A Conspectus (بالإنجليزية). p. 100.
44. 1 2  Brian R. Doak. Phoenician Aniconism in Its Mediterranean and Ancient Near Eastern Contexts (بالإنجليزية). p. 119.
45. ↑  Roger D. Woodard. The Ancient Languages of Syria- Palestine and Arabia (بالإنجليزية). p. 2.
46. ↑  Piotr Bienkowski. WRITING AND ANCIENT NEAR EASTERN SOCIETY. Papers in Honour of Alan R. Millard. ص. 98.
47. ↑  Bait Alanbat | بيت الأنباط نسخة محفوظة 5 أغسطس 2017 على موقع واي باك مشين.
48. ↑  Giuseppe Petrantoni. Corpus of Nabataean Aramaic-Greek Inscriptions (بالإنجليزية). p. 17. Archived from the original on 2022-09-21.
49. ↑  Seeger، Josh (1996). Retrieving the Past: Essays on Archaeological Research and Methodolog. Eisenbrauns. ص. 56. ISBN:978-1575060125. مؤرشف من الأصل في 2019-12-08. {{استشهاد بكتاب}}: الوسيط author-name-list parameters تكرر أكثر من مرة (مساعدة)
50. ↑  Ancient Arabs - قدماء العرب: تماثيل لحيانية - Lihyanite Statues نسخة محفوظة 05 نوفمبر 2017 على موقع واي باك مشين.
51. ↑  Ya'akov Meshorer (1975). QEDEM: MONOGRAPHS OF THE INSTITUTE OF ARCHAEOLOGY [VOLUME THREE: NABATEAN COINS] (بالإنجليزية). Vol. 3. pp. 61–62. Archived from the original on 2024-01-15.